# Aline Frazão
Aline Frazão (Luanda, Angola em 17 de Junho de 1988) é uma cantora, compositora, produtora, cronista e activista angolana. Escreveu a música para o filme Ar Condicionado e foi cronista do jornal angolano Rede Angola e faz parte do grupo de coordenação do colectivo de mulheres feministas angolanas Ondjango Feminista.

## Biografia
Pisou o palco pela primeira vez com 9 anos e, desde essa altura, cantou vários estilos de música como Fado, MPB, Jazz e músicas tradicionais de Angola e Cabo Verde. Com 15 anos, começou a escrever as primeiras canções, tocando a guitarra com influências que vinham do Brasil, em especial da Bossa nova.
Aos 18, mudou-se para Lisboa, Portugal, ingressando no curso de Ciências da Comunicação, na Faculdade de Ciências Sociais e Humanas da Universidade Nova de Lisboa, intercalando a faculdade com participações em diversos projetos de música e teatro.
Seguiu-se uma viagem que passou por Barcelona, Madrid e Santiago de Compostela na Espanha. Nesta última cidade fixou a sua morada vários meses, ao mesmo tempo que iniciava contactos artísticos com cantoras e cantores da Galiza, mas também com artistas de outros países lusófonos a residirem nesta comunidade autónoma ou que tinham este lugar como parte das suas turnês.
Depois de participar na edição de 2010 do festival galego Cantos na Maré, a convite de Uxía, Aline decidiu levar a sério a sua carreira musical e focou-se no lançamento do seu primeiro álbum de originais, Clave Bantu. Seguiram-se Movimento (2013) e Insular (2015), e as tournées nacionais e internacionais, em especial pela Alemanha, Áustria, Suíça, Portugal, Brasil e Angola. 
Depois de 10 anos a residir fora de Angola, Aline regressou a Luanda em finais de 2016, onde reside actualmente. Além da sua carreira musica, a cantora faz parte do grupo de coordenação do colectivo de mulheres feministas angolanas Ondjango Feminista.
Dentro da Chuva é o seu mais recente álbum, gravado no Rio de Janeiro, Brasil. Tem data de lançamento marcada para dia 21 de setembro de 2018. O álbum foi produzido pela própria Aline e tem a participação de Jaques Morelenbaum, João Pires, Luedji Luna, Gabriel Muzak e Zero Teles.

## Percurso musical

### A Minha Embala
Em 2009, criou o projeto A minha embala, em parceria com César Herranz (flauta transversal e percussão), explorando o universo musical dos diferentes países de língua portuguesa, cantando em português, crioulo, kimbundu e umbundu. Em outubro de 2010, ganham o concurso Musicando Carvalho Calero (organizado pela asssociação cultural AGAL), com a sua versão musical do poema Maria Silêncio. O prêmio foi a gravação de um álbum, que foi lançado em julho de 2011.

### Clave Bantu
Em setembro de 2011, grava, em Santiago de Compostela, o seu primeiro disco solo. Clave Bantu é uma produção independente, que reúne um seleção de onze temas originais compostos pela angolana durante seus quatro anos de viagens. Inclui ainda duas parcerias inéditas com dois escritores angolanos, José Eduardo Agualusa e Ondjaki. O disco, lançado em dezembro de 2011, com arranjos de Aline e do contrabaixista cubano Jose Manuel Díaz, conta ainda o percussionista galego Carlos Freire na banda base, e com dois músicos convidados: o guitarrista brasileiro Sérgio Tannus e do trombonista português Rúben da Luz.
Nas palavras de Aline, "A estória de "Clave Bantu" começa muito antes do voo dos pássaros: começa na raiz dessa árvore, raiz enterrada na terra vermelha de Angola. Ali começou a travessia, começou o som desta clave e começou um voo que tem o grande oceano como asa. A música de Clave Bantu nasce feito árvore, do vai-vem histórico das claves africanas, dos seus batuques e cânticos mais sagrados que cruzaram oceanos e renasceram noutras latitudes - do Brasil a Cuba. Nas suas folhas, a sapiência de um povo: o tempo lento, o calor dos corpos, o caminho de volta. Na madeira dessa pele, as marcas inequívocas do tempo, sinais assumidos de vida, cicatrizes da viagem. Clave Bantu é o resultado de muitas trocas ao longo da história, ao longo da minha estória. Clave Bantu é talvez o começo da estória."
Em julho de 2012, Aline apresentou pela primeira vez o Clave Bantu em Angola, no Luanda International Jazz Festival. Em dezembro do mesmo ano, fez a sua primeira tour internacional, por seis cidades da Holanda (World Sessions).

### Movimento
Movimento é o segundo trabalho discográfico da angolana, lançado a 20 de maio de 2013, pela Ponto Zurca (Portugal) e pela Coast to Coast (Europa). Conta com uma parceria inédita com o poeta e letrista angolano Carlos Ferreira "Cassé" e, ainda com um poema de Alda Lara, musicado por Aline, que também assinou a produção musical do álbum. Na banda que a acompanha, estão Marco Pombinho (piano e rhodes), Francesco Valente (baixo e contrabaixo) e Marcos Alves (bateria e percussão). Neste disco, participam também músicos cabo-verdianos Miroca Paris (percussão) e Vaiss Dias (cavaquinho e guitarra).

### Insular
No final de 2015, apresentou o seu terceiro álbum de originais, “Insular”. Gravado na pequena ilha escocesa de Jura, “Insular” conta com a produção do britânico Giles Perring e com a decisiva participação do guitarrista português Pedro Geraldes (Linda Martini). “Insular” é a viagem de Aline Frazão a uma sonoridade mais eléctrica e atmosférica, sem perder o contacto estreito com a poesia. Em “Insular” apresentam-se as novas parcerias, com a poetisa angolana Ana Paula Tavares e a rapper portuguesa Capicua, bem como uma versão do clássico da música popular angolana “Susana”, de Rosita Palma, com a participação de Toty Sa’Med. O disco foi muito bem recebido pela crítica, em especial em Portugal. O jornal Público escreveu "Insular é o magnífico e corajoso registo de uma cantora empenhada em redescobrir-se no risco". 

### Dentro da Chuva
O disco foi gravado no Rio de Janeiro, em janeiro de 2018, e chega ao público a 21 de setembro do mesmo ano. O novo álbum conta com várias colaborações, do violoncelista Jaques Morelenbaum, passando pelo percussionista Zero Telles, pela cantora e compositora baiana Luedji Luna e pelo português João Pires (Coladera), que partilha com Aline a autoria de uma das canções. Gabriel Muzak, por sua vez, gravou e misturou o disco, participando, ainda, como guitarrista numa das músicas e co-produzindo outras duas.

## Discografia
Gravou os discos: 
- Clave Bantu (2011)
- Movimento (2013)
- Insular (2015)
- Dentro da Chuva (2018)
- Ar Condicionado, banda sonora do filme com o mesmo nome, do realizador Fradique (2020) [16]
- Uma Música Angolana (2022).[17]